# Jason Derulo

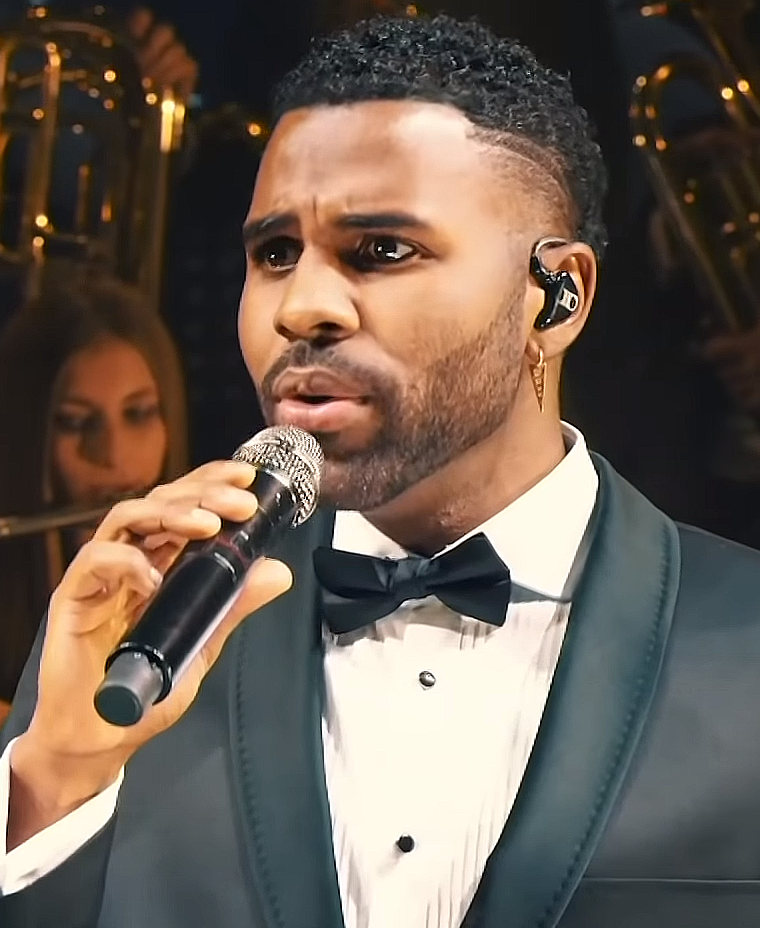
Jason Derulo (2018)

Jason Derulo (* 21. September 1989 als Jason Joel Desrouleaux in Miramar, Florida; Eigenschreibweise auch Derülo, DeRulo, als Songwriter auch Jason Desrouleaux) ist ein US-amerikanischer R&B-/Pop-Sänger und Songwriter.

## Leben
Derulo wurde 1989 in Miramar, Florida, als Sohn haitianischer Eltern geboren. Seine Muttersprache ist haitianisches Kreol. Derulo hat drei Nichten. Seine Mutter studierte an der juristischen Fakultät. Er selbst besuchte verschiedene Schulen für darstellende Künste in Florida.
Derulo führte eine dreijährige Beziehung mit der Sängerin Jordin Sparks, bevor sie im September 2014 ihre Trennung bekannt gaben. Am 8. Mai 2021 wurden er und seine damalige Freundin Jena Frumes Eltern eines Sohnes. Das Paar trennte sich viereinhalb Monate später.
Derulo ist Mitinhaber der Omaha Supernovas, einer professionellen Frauen-Volleyballmannschaft, die in der Pro Volleyball Federation antritt.

## Karriere

### Musikalische Anfänge
Er begann schon mit fünf Jahren, eigene Songs zu schreiben und lernte später Ballett tanzen. Im Alter von 17 Jahren schloss er die amerikanische Musikakademie erfolgreich ab und begann, Songs für bekannte Künstler zu schreiben. Zudem arbeitete er als Sänger mit Rappern wie Pitbull und Birdman zusammen, auf deren Alben The Boatlift bzw. 5 * Stunna er 2007 vertreten war. Er schrieb für Lil Wayne und Kat DeLuna und half unter anderem will.i.am bei einigen Songtexten. Beim Label American King von Rapper Mims veröffentlichte er im Februar des folgenden Jahres seine Debütsingle Cyber Love, bei dessen Remix Mims mitwirkte. Sein Künstlername „Derulo“ ist eine Aussprache, die an seinen Nachnamen Desrouleaux angelehnt ist.

### 2009: Wechsel zu Beluga Heights / Weltweiter Durchbruch
Vor einer Albumveröffentlichung wechselte Derulo zum Label Beluga Heights des erfolgreichen Produzenten J. R. Rotem. Weitere Veröffentlichungen brachten aber auch nicht den erhofften Durchbruch, so dass die Veröffentlichung eines Albums, geplanter Titel Future History, weiter aufgeschoben wurde.
2009 wurde eine weitere Offensive zusammen mit dem Major-Label Warner gestartet. Mit großer Ankündigung wurde der Song Whatcha Say veröffentlicht. Der Song wurde von J. R. Rotem und dem deutschen Produzenten Fuego produziert und verwendet ein Sample aus dem Imogen-Heap-Song Hide and Seek. Diesmal trat der erwünschte Erfolg ein, und im November 2009 erreichte das Lied Platz 1 der US-Charts. Für den Song Ridin’ Solo, der in den US-Charts Platz 9 belegte, verwendet er das Sample des The-Verve-Songs Bitter Sweet Symphony. In den GoodMusicCharts rangierte dieser Song auf Platz 1 und blieb dort zehn Wochen. Am 30. September 2013 konnte sich Ridin’ Solo nochmals nach 53 Wochen in die Top 10 platzieren.

### 2011–2012: Zweites Studioalbum Future History
Am 19. September 2011 veröffentlichte Derulo sein zweites Studioalbum Future History. Die erste Single aus dem Album hieß Don’t Wanna Go Home und wurde schon am 20. Mai 2011 veröffentlicht. Dieser wurde Nummer-1-Hit in Großbritannien und landete in den Top-5 in Australien. In den GoodMusicCharts auf YouTube konnte sich dieser Song ebenso wie Ridin Solo 10 Wochen an der Chartspitze halten. Im August 2013 konnte sich dieser Song nochmals in die Top 30 der GoodMusicCharts platzieren.
Im Februar 2012 wollte Derulo eine Tour durch Großbritannien aufnehmen, brach sich aber bei Proben einen Halswirbel und sagte deshalb alle Termine für die Tour ab. Am 16. Dezember 2011 erschien eine Kompilation, die Derulos alte und neue Veröffentlichungen in Remix-Form enthält. Sie erhielt den Titel Reloaded. Im Juli 2012 erschien die Platinum Edition zu Future History, die eine zweite CD mit Remixen von allen Songs enthält, die bisher als Single erschienen sind, und somit praktisch ein Doppelalbum aus Future History und Reloaded darstellt. Ebenfalls war seine 10. Single Undefeated enthalten. In den USA erreichte die Single Platz 90 und konnte in Australien und Neuseeland jeweils Platz 14 und Platz 26 erreichen.

### 2013: Tattoos

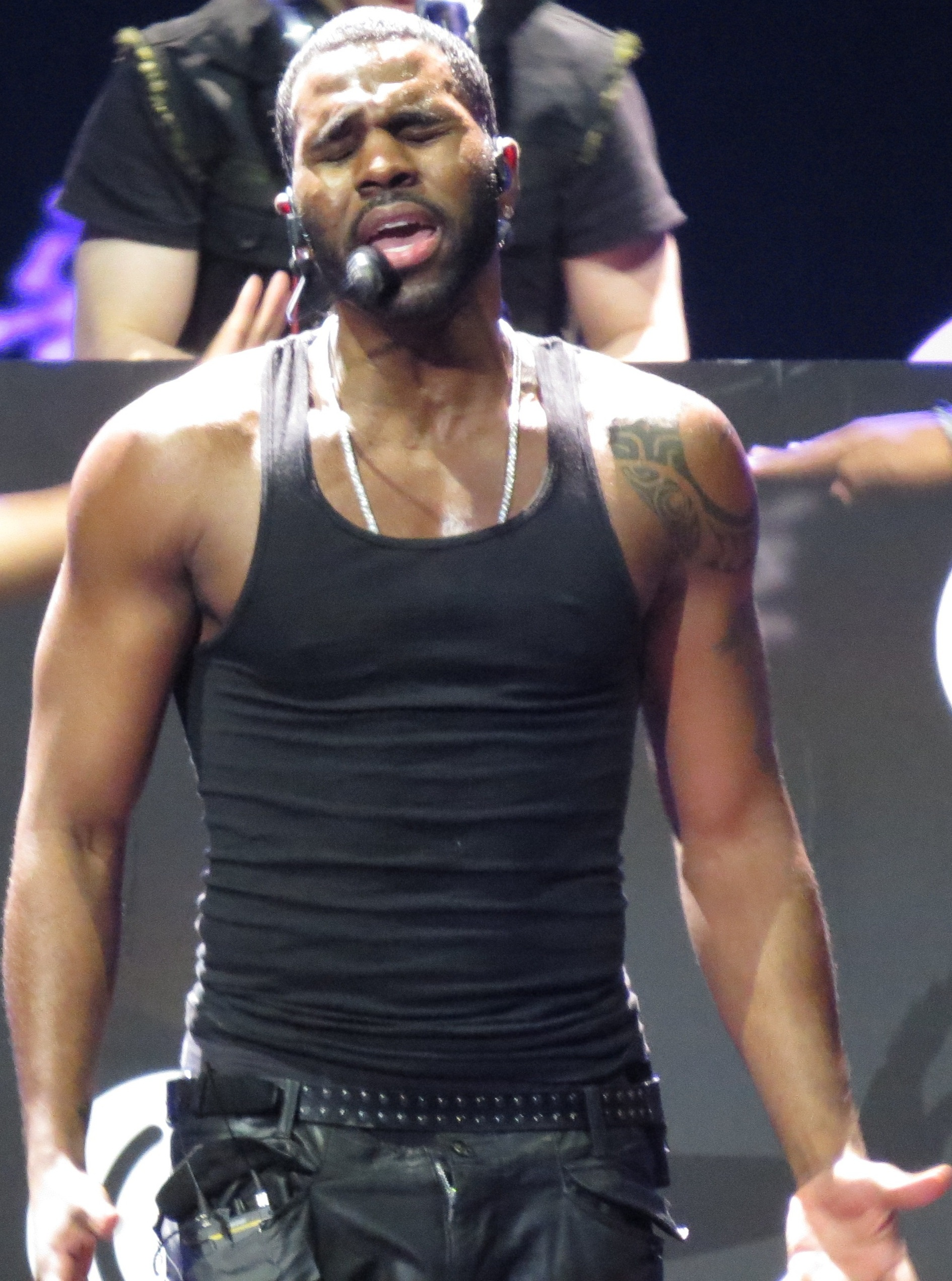
Jason Derulo, 2013

Am 16. April 2013 erschien The Other Side als Singleauskopplung des nächsten Albums. Sie erreichte die Top-10 in Australien und die Top-50 in den USA und vielen europäischen Ländern. Am 20. September erschien das Album Tattoos. Vorab wurde als zweite Singleauskopplung Talk Dirty veröffentlicht, die sich in Deutschland und Großbritannien auf Platz 1 der Singlecharts platzieren konnte. Die dritte Single aus dem Studioalbum ist Marry Me, sie erschien am 26. August 2013. Sie konnte sich in den USA und Großbritannien platzieren.

### 2014/2015: Talk Dirty/Everything Is 4
Am 15. April 2014 erschien das nach dem 2013 veröffentlichten Lied benannte Album Talk Dirty. Es gilt in den meisten europäischen Ländern als Re-Release des 2013 erschienene Studioalbum Tattoos, dennoch bildet es zugleich die US-Version des Albums. Enthalten sind neben den Single-Auskopplungen von Tattoos, Talk Dirty, Vertigo, The Other Side und Marry Me fünf neue Tracks, die bereits auf der Tattoos World Tour zu hören waren. Das Album enthält Kooperationen mit den Rappern Snoop Dogg, Kid Ink und Tyga. Außerdem arbeitete Derulo auch mit der Sängerin Jordin Sparks zusammen. Talk Dirty wurde mit Jason Evigan, Sean Douglas, Ori Kaplan, Tamir Muskat, Tomer Yosef und dem Wallpaper-Frontmann Ricky Reed geschrieben. Letzterer ist auch der Produzent. Der Song basiert auf gesampelten Instrumentalstücken aus Hermetico, einem Song des Studioalbums Nu Med der israelischen Band Balkan Beat Box.
Ende 2014 erschien ein Preview eines Songs, der in Kooperation mit dem niederländischen DJ Hardwell entstand. Es trägt den Namen Follow Me und wurde im Januar 2015 auf Hardwells Studioalbum United We Are veröffentlicht. Derulos darauffolgendes Album Everything Is 4 erschien am 29. Mai 2015.

## Diskografie
Studioalben

| Jahr | Titel Musiklabel                          | Höchstplatzierung, Gesamtwochen, AuszeichnungChartplatzierungen (Jahr, Titel, Musiklabel, Platzierungen, Wochen, Auszeichnungen, Anmerkungen) | Höchstplatzierung, Gesamtwochen, AuszeichnungChartplatzierungen (Jahr, Titel, Musiklabel, Platzierungen, Wochen, Auszeichnungen, Anmerkungen) | Höchstplatzierung, Gesamtwochen, AuszeichnungChartplatzierungen (Jahr, Titel, Musiklabel, Platzierungen, Wochen, Auszeichnungen, Anmerkungen) | Höchstplatzierung, Gesamtwochen, AuszeichnungChartplatzierungen (Jahr, Titel, Musiklabel, Platzierungen, Wochen, Auszeichnungen, Anmerkungen) | Höchstplatzierung, Gesamtwochen, AuszeichnungChartplatzierungen (Jahr, Titel, Musiklabel, Platzierungen, Wochen, Auszeichnungen, Anmerkungen) | Anmerkungen                              |
| Jahr | Titel Musiklabel                          | DE | AT | CH | UK | US | Anmerkungen                              |
| ---- | ----------------------------------------- | --- | --- | --- | --- | --- | ---------------------------------------- |
| 2010 | Jason Derulo Beluga Heights (WMG)         | DE49 (10 Wo.)DE | AT23 (3 Wo.)AT | CH13 (15 Wo.)CH | UK8 Platin · (37 Wo.)UK | US11 Platin · (34 Wo.)US | Erstveröffentlichung: 26. Februar 2010   |
| 2011 | Future History Beluga Heights (WMG)       | DE32 (3 Wo.)DE | AT38 (1 Wo.)AT | CH20 (7 Wo.)CH | UK7 Gold · (7 Wo.)UK | US29 Gold · (5 Wo.)US | Erstveröffentlichung: 16. September 2011 |
| 2013 | Tattoos / Talk Dirty Beluga Heights (WMG) | DE25 Gold · (3 Wo.)DE | AT29 (1 Wo.)AT | CH13 (12 Wo.)CH | UK5 Gold · (31 Wo.)UK | US4 Platin · (63 Wo.)US | Erstveröffentlichung: 20. September 2013 |
| 2015 | Everything Is 4 Beluga Heights (WMG)      | DE23 (3 Wo.)DE | AT33 (1 Wo.)AT | CH13 (8 Wo.)CH | UK16 Silber · (14 Wo.)UK | US4 Gold · (36 Wo.)US | Erstveröffentlichung: 29. Mai 2015       |
| 2024 | Nu King Atlantic Records (WMG)            | — | — | CH93 (1 Wo.)CH | UK69 (4 Wo.)UK | US82 Gold · (1 Wo.)US | Erstveröffentlichung: 16. Februar 2024   |

## Filmografie
- 2016: Lethal Weapon (Fernsehserie)
- 2019: Cats